# World Athletics Relays 2021 - Staffetta a ostacoli mista
Alle World Athletics Relays, la staffetta a ostacoli mista si è svolta con finale diretta il 1º maggio presso lo Stadio della Slesia di Chorzów, in Polonia.
La gara consiste in una corsa in rettilineo: partono gli uomini con i 110 metri ostacoli e, al termine del rettilineo, consegnano il testimone alle donne, che dovranno correre lo stesso rettilineo in direzione opposta sui 100 metri ostacoli, a cui si aggiungono 10 metri finali per raggiungere la distanza percorsa dagli uomini. Vengono corsi in tutto 400 metri.

## Risultati

### Finale
La finale si è disputata a partire dalle ore 21:58 del 1º maggio. Hanno partecipato alla gara solo tre squadre.
| Pos. | Paese    | Atleti                                                                   | Tempo | Note                                     |
| ---- | -------- | ------------------------------------------------------------------------ | ----- | ---------------------------------------- |
| 1    | Germania | Monika Zapalska Erik Balnuweit Anne Weigold Gregor Traber                | 56"53 | Miglior prestazione personale stagionale |
| 2    | Polonia  | Zuzanna Hulisz Krzysztof Kiljan Klaudia Wojtunik Damian Kzykier          | 56"68 | Miglior prestazione personale stagionale |
| 3    | Kenya    | Priscilla Tabunda Michael Musyoka Nzuku Nusra Rukia Wiseman Were Mukhobe | 59"89 | Miglior prestazione personale stagionale |